# Igreja de Nossa Senhora da Assunção (Torrão)
A Igreja de Nossa Senhora da Assunção, ou Igreja Paroquial do Torrão, é a Igreja Matriz da vila do Torrão, no Município de Alcácer do Sal, no Distrito de Setúbal.
Na paróquia do Torrão, pertencente à Arquidiocese de Évora, neste espaço ainda se realizam eucaristias.
O edifício está, desde 1933, classificado como Imóvel de Interesse Público (IIP).

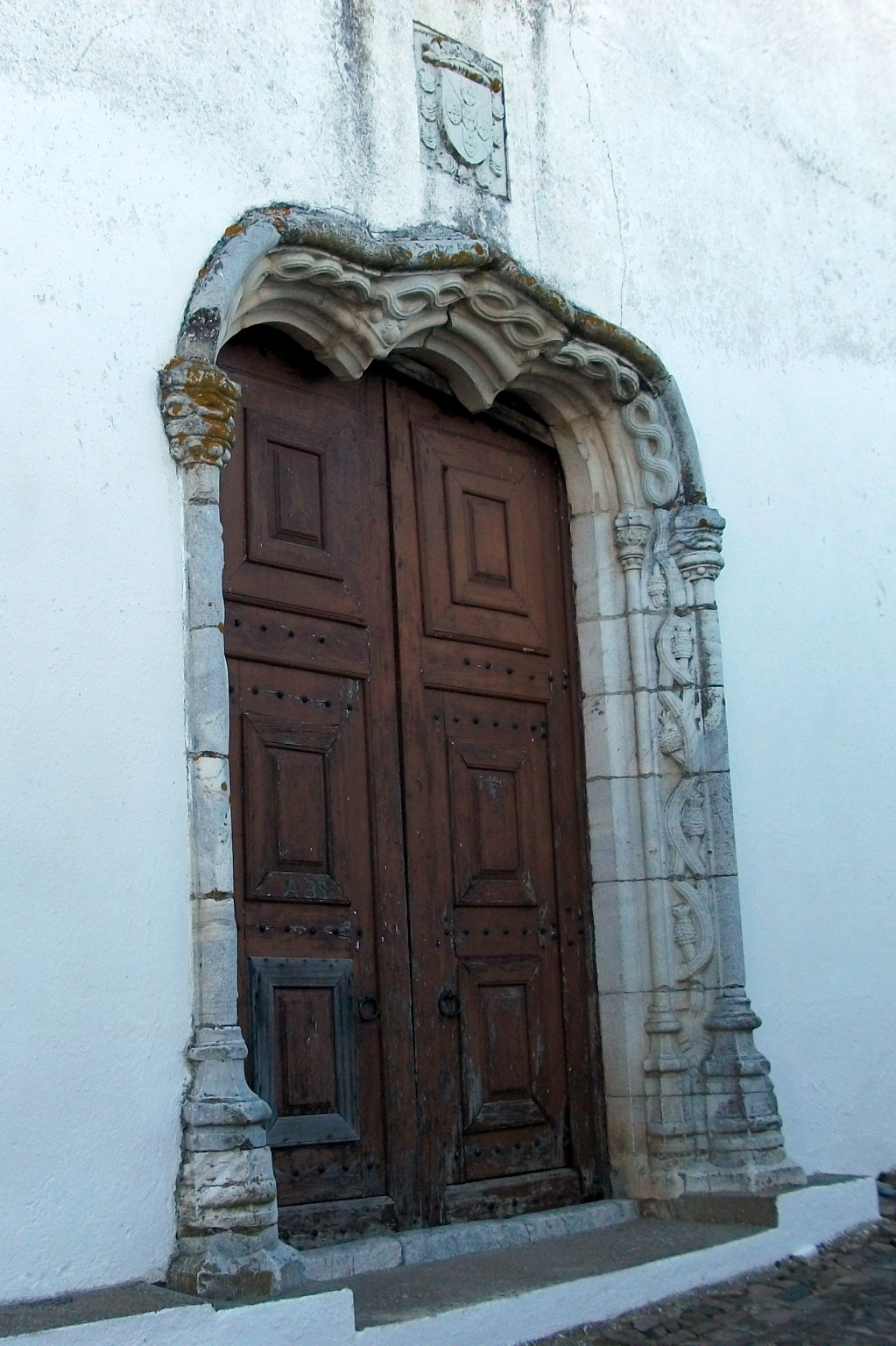
Igreja Matriz do Torrão: Portal principal na fachada Oeste

Durante quase 80 anos, foi o único edifício na freguesia torranense com este tipo de classificação mas em 2012 a Igreja e Convento de São Francisco e a Ermida de Nossa Senhora do Bom Sucesso foram classificadas de Monumento de Interesse Público (MIP). A estas seguiriram-se, em 2013, a Ermida de São João dos Azinhais (MIP) e o Monte da Tumba, neste caso com a classificação de Sítio de Interesse Público (SIP).

## História
Sobre esta igreja escreveu Francisco Carneiro de Abreu, à data o prior desta Igreja Matriz, nas Memórias Paroquiais de 1758 aquando das questões sobre a paróquia e o seu orago, referindo a sua semelhança interior com a Igreja de São Nicolau, que tinha sido afectada três anos antes pelo Sismo de Lisboa:
No início da década de 1940, aquando de obras da abóbada da capela-mor, o retábulo-mor original foi retirado para fazer parte da Exposição do Mundo Português, ao passo que os azulejos seiscentistas, que revestiam as paredes da nave, foram levados para as Caldas da Rainha para serem aplicados na Igreja de Nossa Senhora do Pópulo.